# Heinrich Engberding

Heinrich Engberding 1924

Heinrich Clemens Engberding (* 23. Mai 1869 in Saerbeck; † 16. Februar 1939 in Münster) war ein deutscher Reeder und Politiker (DVP).

## Leben und Beruf
Nach dem Besuch der Rektoratschule absolvierte Engberding eine Kaufmannslehre und arbeitete anschließend in diesem Beruf. Er wurde später Reedereidirektor und war seit 1900 Vorstandsmitglied der Münsterschen Schiffahrts- und Lagerhaus AG. Daneben war er Mitglied des Wasserstraßenbeirates in Hannover und Münster sowie des Reichswasserstraßenbeirates in Berlin. Außerdem fungierte er als Vorsitzender des Vereins der Kaufmannschaft sowie des dazugehörigen Arbeitgeberverbandes.

## Abgeordneter
Engberding war Stadtverordneter in Münster und 1919 bis 1929 Mitglied des Provinziallandtages der Provinz Westfalen. Von 1921 bis 1924 war er Mitglied des Preußischen Landtages. Bei der Reichstagswahl im Mai 1924 wurde er in den Deutschen Reichstag gewählt, dem er bis 1928 angehörte.